# MacAlpine Hills
MacAlpine Hills är en kulle i Antarktis. Den ligger i Östantarktis. Nya Zeeland gör anspråk på området. Toppen på MacAlpine Hills är 2 454 meter över havet.
Terrängen runt MacAlpine Hills är kuperad åt nordost, men åt sydväst är den platt. Trakten är obefolkad. Det finns inga samhällen i närheten.